# لسونیتسه (ناحیه زنویمو)
لسونیتسه (به چکی: Lesonice) یک منطقهٔ مسکونی در جمهوری چک است که در ناحیه زنویمو واقع شده‌است. لسونیتسه ۶٫۶۱ کیلومتر مربع مساحت و ۱۸۴ نفر جمعیت دارد و ۲۶۹ متر بالاتر از سطح دریا واقع شده‌است.